# Olešnice (Červený Kostelec)
Olešnice (německy Woleschnitz) je velká vesnice, část města Červený Kostelec v okrese Náchod. Nachází se asi 2,5 km na jih od Červeného Kostelce, rozložena podél potoka Olešnice. Prochází tudy železniční trať Jaroměř - Trutnov, na které je ve vsi zastávka Olešnice. V roce 2013 zde bylo evidováno 448 adres. V roce 2010 zde trvale žilo 551 obyvatel.
Olešnice leží v katastrálním území Olešnice u Červeného Kostelce o rozloze 5,96 km2.

## Pamětihodnosti
- Kaple svatého Antonína Paduánského
- Kaple Nanebevzetí Panny Marie
- Zita a Karel, pár památných lip malolistých (50°27′4″ s. š., 16°5′5″ v. d.)

## Fotografie

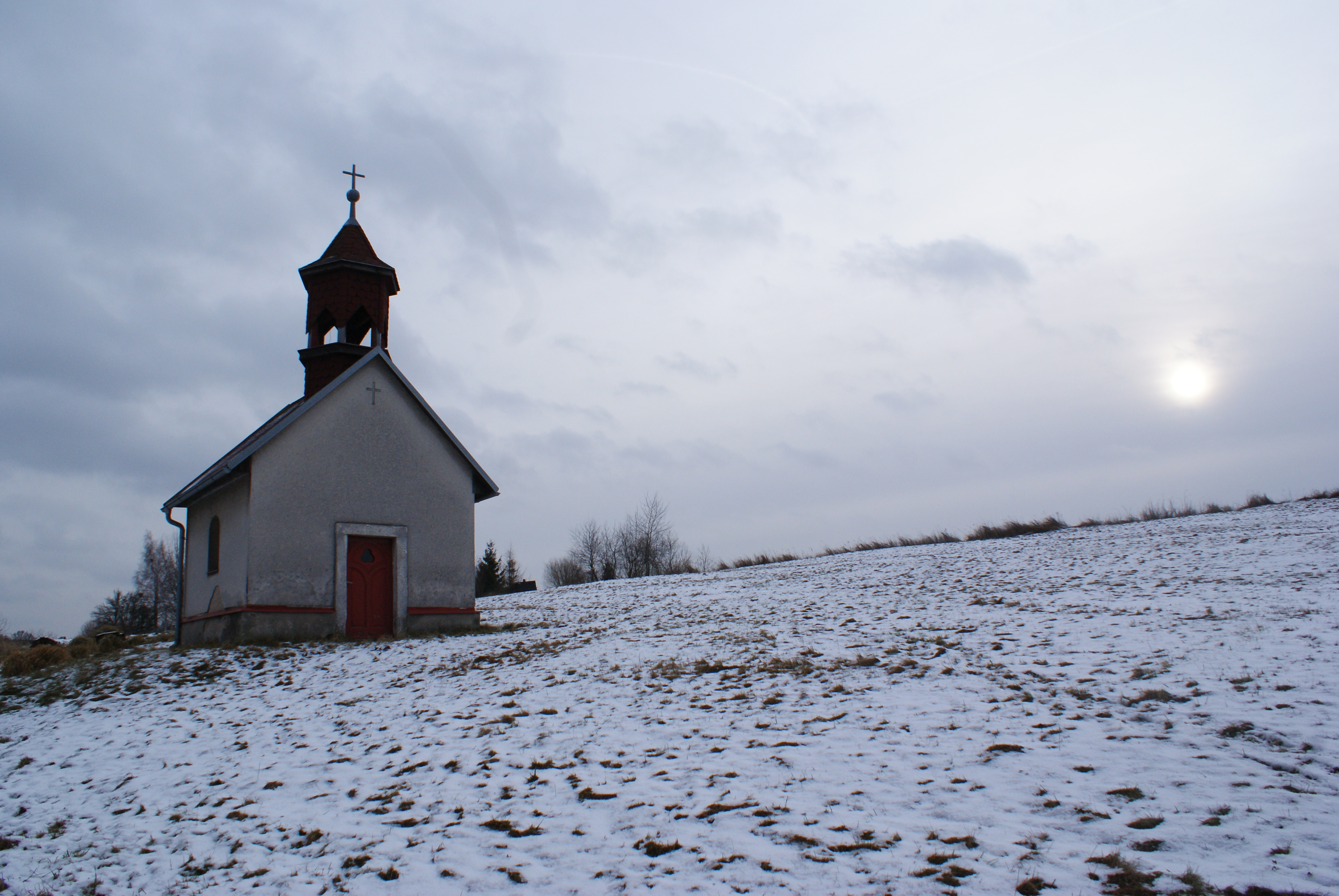
Kaplička
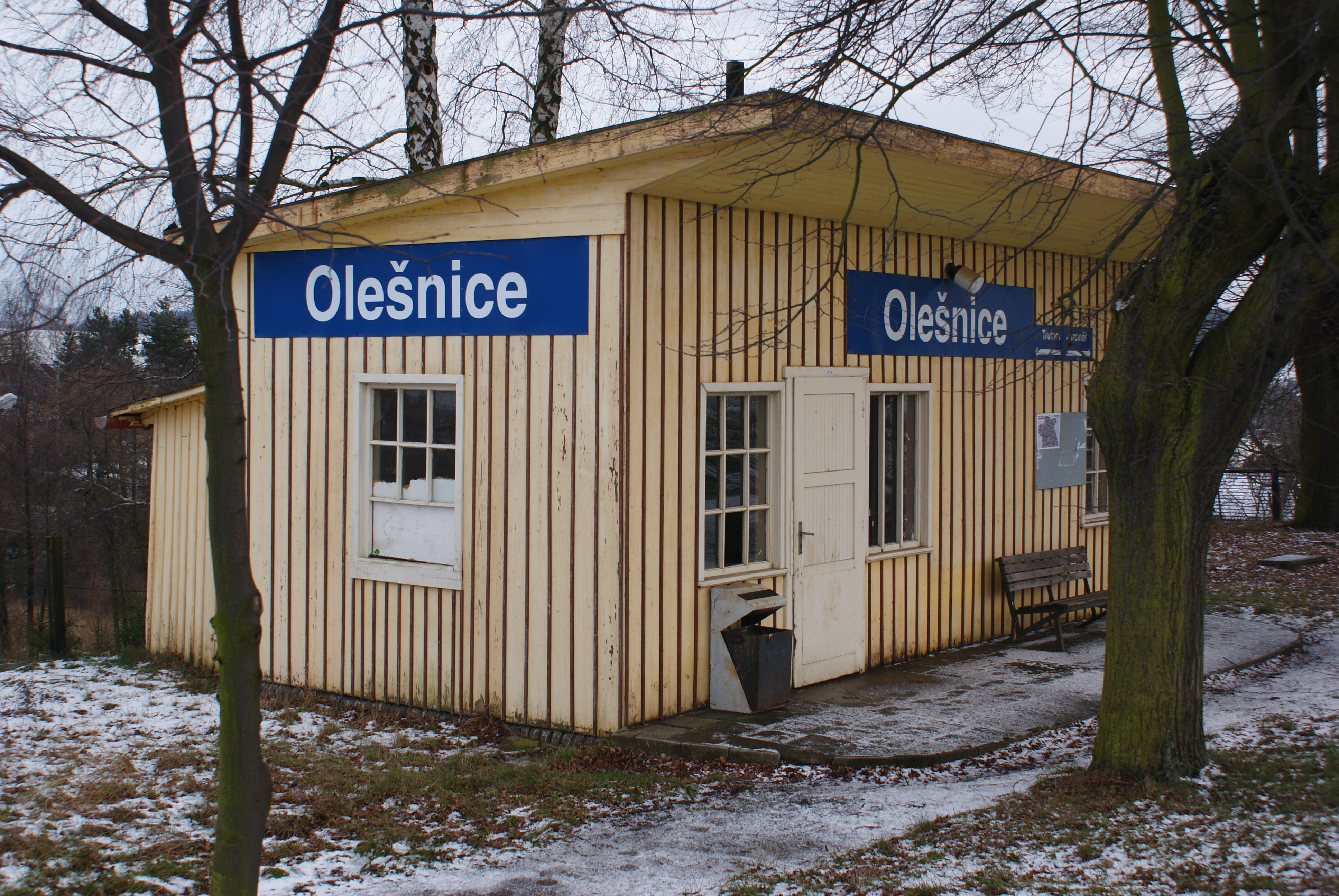
Vlaková zastávka